# Moralillo, Tantoyuca
Moralillo är en ort i Mexiko.   Den ligger i kommunen Tantoyuca och delstaten Veracruz, i den sydöstra delen av landet, 230 km norr om huvudstaden Mexico City. Moralillo ligger 141 meter över havet och antalet invånare är 804.
Terrängen runt Moralillo är platt, och sluttar söderut. Runt Moralillo är det ganska tätbefolkat, med 72 invånare per kvadratkilometer. Närmaste större samhälle är Tantoyuca, 6,9 km norr om Moralillo. Trakten runt Moralillo består till största delen av jordbruksmark.